# Piz Curvér
Pour les articles homonymes, voir Curver.
Le Piz Curvér est une montagne culminant à 2 972 mètres d'altitude dans la chaîne de l'Oberhalbstein, dans le canton des Grisons, au Sud-Est de la Suisse.
Sur son flanc sud-est se trouve le lieu de pèlerinage marial de Ziteil à 2 434 mètres d'altitude.